# MATE
MATE Desktop Environment un entorno de escritorio derivado del código base de GNOME 2. El nombre proviene de la yerba mate, una especie de acebo, una planta nativa de Sudamérica subtropical que se utiliza para preparar una bebida muy popular y energizante llamada mate. El nuevo nombre fue necesario para evitar conflictos con componentes de GNOME 3. 
Compatible con distribuciones GNU/Linux y de Base BSD, este escritorio busca ser personabilizable, estable, ligero y que no tenga muchas cosas como KDE Plasma que si busca ser modular.
Es una interfaz gráfica que se asemeja a GNOME Flashback pero super-personabilizable para el usuario final con herramientas únicas e incluso hay versiones con este escritorio en algunas distribuciones como GhostBSD (FreeBSD) y Ubuntu MATE (GNU/Linux).

## Historia
El lanzamiento de GNOME 3, que sustituyó la clásica metáfora de escritorio de las versiones anteriores por una nueva interfaz construida sobre el Shell de GNOME, provocó algunas críticas por parte de la comunidad Linux. Muchos usuarios se negaron a aceptar la nueva interfaz de GNOME, pidiendo que alguien continuara el desarrollo de GNOME 2.
El proyecto MATE fue iniciado por un usuario argentino  de Arch Linux llamado Germán Perugorría (conocido en la comunidad del software libre por su alias "Perberos"), para satisfacer esta demanda.
El proyecto de MATE es unos de los más interesantes que busca adoptar usuarios interesados en personalización estética o un recuerdo a la versión pasada de GNOME 2.
Este escritorio ha sufrido muchas modificaciones que lo hace ligero a comparación GNOME Flashback, hoy en día sigue en desarrollo y estando disponible en una cantidad nada despreciable de distribuciones que dan la oportunidad de usarlo.
MATE es un escritorio más modificable que el propio GNOME, es muy adaptable a los distintos hardware, las arquitecturas que son compatibles lo hace como una opción de interfaz gráfica predeterminada.
Hoy en día sigue su desarrollo por el equipo de MATE, Linux Mint y Ubuntu MATE, aunque existen sub-equipos que hacen la adaptación a otras distribuciones como Arch Linux o Fedora.
A lo largo del tiempo MATE se ha convertido junto a XFCE como los escritorios más personabilizables no modulares que ofrecen mejor estabilidad sin errores, lo que hace que el entorno se pueda disfrutar.
Algunas herramientas de terceros o de los equipos de desarrollo de MATE han ido agregado varios applets y programas que hacen que la interfaz gráfica no se anticuada para el usuario final.

## Distribuciones que son compatibles con MATE
| Base Debian (DEB)                                               | Base Red Hat (RPM)                         | Base Arch                                       | Base Slackware           | Núcleos propios                           | BSD/UNIX                            |
| --------------------------------------------------------------- | ------------------------------------------ | ----------------------------------------------- | ------------------------ | ----------------------------------------- | ----------------------------------- |
| Ubuntu MATE Linux Mint Uruk Parrot Sparky Devuan Spiral Canaima | AlmaLinux Fedora Mageia PLD PCLinuxOS ROSA | Manjaro EndeavourOS Antergos Artix Arco blendOS | Vector Slint Salix       | Gentoo openSUSE Void Solus Alpine Sabayon | FreeBSD GhostBSD TrueOS MidnightBSD |
| Sistemas GNU/Linux-libre                                        |                                            |                                                 |                          |                                           |                                     |
| GNU Guix/GuixSD                                                 | GNU Guix/GuixSD                            | Parabola GNU/Linux-libre                        | Parabola GNU/Linux-libre | Trisquel                                  | Trisquel                            |

## Aplicaciones
Numerosas aplicaciones de GNOME fueron derivadas y renombradas, entre las que llaman la atención son:
| Programa | Programa                    | Función                   | Reemplaza a:                |
| -------- | --------------------------- | ------------------------- | --------------------------- |
| Icono    | Nombre                      | Función                   | Reemplaza a:                |
|          | Caja                        | Administrador de archivos | GNOME Nautilus              |
|          | Pluma                       | Editor de texto           | gedit                       |
|          | Ojo de MATE (Eye of MATE)   | Visor de imágenes         | Ojo de GNOME (Eye of GNOME) |
|          | Atril                       | Visor de documentos       | GNOME Evince                |
|          | Engrampa                    | Gestor de archivadores    | File Roller                 |
|          | Terminal de MATE            | Emulador de terminal      | GNOME Terminal              |
|          | Marco                       | Gestor de ventanas        | Metacity                    |
|          | Mozo                        | Editor de menú            | Alacarte                    |
|          | Calculadora de MATE         | Calculadora               | Calculadora de GNOME        |
|          | Centro de Control de MATE   | Gestor de configuraciones | GNOME Control Center        |
|          | Monitor del Sistema de MATE | Monitor de recursos       | GNOME System Monitor        |

## Logotipo
El logotipo de mate recuerda un mate recién cebado visto desde arriba.[cita requerida]

Logo de MATE (Sitio Web)
MATE (Logo original)

## Desarrollo posterior
En sus inicios, MATE solo era compatible con GTK+2. A partir de la versión 1.12 es compatible tanto con GTK+2 como con GTK+3.
El proyecto es sostenido por los desarrolladores de Linux Mint y Ubuntu:

Nosotros aún consideramos a MATE como otro escritorio, al igual que KDE, GNOME 3, Xfce, etc… y basado en la popularidad de GNOME 2 en lanzamientos previos de Linux Mint, hemos decidido sostenerlo y ayudar a mejorarlo.
The Linux Mint Blog

## Objetivo
Es ideal para usuarios que quieran aprovechar al máximo su máquinas, tanto computadoras como laptops, con una metáfora de escritorio tradicional. Con requisitos de hardware modestos, es adecuado para estaciones de trabajo modernas, computadoras y laptops, tanto con hardware antiguo como moderno. 
MATE hace que las máquinas modernas sean más rápidas y que las antiguas sean utilizables. En una máquina antigua de 64 bits, MATE funcionara rápido y con bajo consumo de recursos, mientras que en una máquina moderna funcionará aun más rápido que otros entornos de escritorios pesados.

## Adopción
La versión 1.2 de MATE fue lanzada el 16 de abril de 2012. Es uno de los ambientes de escritorio por defecto despachados con las últimas versiones de Linux Mint desde la versión 12, "Lisa". MATE también está disponible en los repositorios oficiales de varias distribuciones de Linux, incluyendo Arch Linux, Debian, Mageia, Gentoo, Huayra GNU/Linux, Fedora, Ubuntu MATE, y openSUSE. Además, MATE está disponible a través de repositorios no oficiales en Slackware.
La versión 3.5 de GhostBSD incluye a MATE como el entorno de escritorio por defecto, lo que la convierte en la primera incorporación de MATE como el entorno de escritorio por defecto fuera de Linux Mint. En octubre de 2014, Ubuntu 14.10 (Utopic Unicorn) ha lanzado Ubuntu Mate como sabor oficial, incluyendo la versión MATE 1.8.1.